# Сильвера, Максимильяно
Максимильяно Хоакин Сильвера Кабо (исп. Maximiliano Joaquín Silvera Cabo; родился 5 сентября 1997 года, Пандо, департамент Канелонес) — уругвайский футболист, нападающий клуба «Пеньяроль».

## Биография
Сильвера — воспитанник клубов «Данубио» и «Серрито». 21 марта 2015 года в матче против «Вилья Эспаньола» он дебютировал в уругвайской Сегунде в составе последних. 22 апреля 2017 года в поединке против «Депортиво Мальдонадо» Максмильяно забил свой первый гол за «Серрито». В 2020 году Сильвера стал лучшим бомбардиром Сегунды и помог команде выйти в элиту. 17 мая 2021 года в матче против столичного «Ривер Плейта» он дебютировал в уругвайской Примере. 18 июня в поединке против столичного «Феникса» Максимильяно сделал хет-трик.

## Достижения
Командные
- Победитель Второго дивизиона Уругвая (1): 2020
- Победитель Второго любительского дивизиона Уругвая (1): 2015/16

Личные
- Лучший бомбардир чемпионата Уругвая (1): 2021 (21 гол)
- Лучший бомбардир Второго дивизиона Уругвая (1): 2020 (11 голов)